# Unidentified
Unidentified (tạm dịch: Không xác định) là một bộ phim Kitô giáo khoa học viễn tưởng do Rich Christiano và Alvin Mount đồng sản xuất. Phim do chính Rich Christiano đạo diễn và viết kịch bản cùng sự tham gia diễn xuất của dàn diễn viên Jonathan Aube, Josh Adamson, Michael Blain-Rozgay, Jenna Bailey, Lance Zitron, và nhạc sĩ pop rock Kitô giáo nổi tiếng Rebecca St. James. Bộ phim đề cập đến hiện tượng UFO và cách chúng có thể phát huy tác dụng vào thời kỳ mạt thế.

## Sản xuất và phát hành
Tháng 5 năm 2005, Rich Christiano đã chấp bút viết kịch bản, đồng sản xuất và đạo diễn bộ phim này, vốn là bộ phim dài thứ hai của ông. Dave Christiano được mời làm cố vấn cốt truyện cho phim. Hãng Five & Two Pictures chính thức phát hành bộ phim này tại rạp vào tháng 4 năm 2006. Phim được dán nhãn PG vì có các yếu tố chuyên đề.

## Diễn viên chính
- Jonathan Aube – Keith
- Josh Adamson – Brad
- Michael Blain-Rozgay – Darren
- Jenna Bailey – Lauren
- Lance Zitron – Vince
- Rebecca St. James – Colleen

## Đón nhận
Unidentified nhìn chung được giới phê bình đón nhận với đánh giá tiêu cực. Joe Leyden của tờ Variety nêu nhận định "Bộ phim này chưa hẳn là đáng sợ để hội đủ tiêu chuẩn thành phim cùng loại vốn dĩ có thể ảnh hưởng đến việc tìm kiếm bất kỳ khán giả nào", và ghi nhận sự góp mặt của các diễn viên với "sự chân thành hơn là tài năng", nhưng phần kịch bản đã "chôn vùi ý tưởng hay ho này".
Philip Martin của tờ Arkansas Democrat-Gazette nhận xét như sau, "...mảng điện ảnh tương đương với bộ tranh hoạt hình ngắn về Jack Chick, kiểu tuyên truyền nghệ thuật đầy khiêm tốn," nhưng "người ta hy vọng ai mà thích thú thể loại này sẽ tìm được qua bộ phim này."